# Métropole du Nord-Ouest
La métropole du Nord-Ouest est une des dix anciennes métropoles ou arrondissements métropolitains de l'Église constitutionnelle en France.
Créée par la constitution civile du clergé en 1790, elle comprenait les huit diocèses des départements d'Ille-et-Vilaine, des Côtes-du-Nord, du Finistère, du Morbihan, de la Loire-Inférieure, de Maine-et-Loire, de la Sarthe et de la Mayenne.
Elle fut supprimée à la suite du concordat de 1801.

## Liste des évêques constitutionnels
- Claude Le Coz, évêque d'Ille-et-Vilaine ;
- Jean-Marie Jacob, évêque des Côtes-du-Nord ;
- Louis-Alexandre Expilly de La Poipe, évêque du Finistère ;
- Yves-Marie Audrein, évêque du Finistère ;
- Julien Minée, évêque de Loire-Inférieure ;
- Hugues Pelletier, évêque du Maine-et-Loire ;
- Noël-Gabriel-Luce Villar, évêque de la Mayenne ;
- Charles-François Dorlodot, évêque de la Mayenne ;
- Charles Le Masle, évêque du Morbihan ;
- Jacques-Guillaume-René-François Prudhomme, évêque de la Sarthe.

## Sources
- Paul Pisani, Répertoire biographique de l'épiscopat constitutionnel (1791-1802), A. Picard & Fils, Paris, 1907, p. 125-155.
- Tableau des évêques constitutionnels de France, de 1791 à 1801, Paris, 1827